# Salvi (tribú)
Salvi (en llatí Salvius) era tribú de la plebs l'any 43 aC.
Va vetar un decret del senat que declarava a Marc Antoni com enemic públic, però després va retirar el seu veto i va esdevenir ferm partidari del partit aristocràtic i de les mesures proposades per Ciceró. Va ser proscrit pels triumvirs a finals del'any 43 aC, i assassinat mentre estava reunit amb alguns amics en un banquet.